# Bålsta
Bålsta is de hoofdplaats van de gemeente Håbo in het landschap Uppland en de provincie Uppsala län in Zweden. De plaats heeft 13430 inwoners (2005) en een oppervlakte van 1061 hectare.

## Geboren
- Danilo Al-Saed (1999), Iraaks-Zweeds voetballer

## Galerij

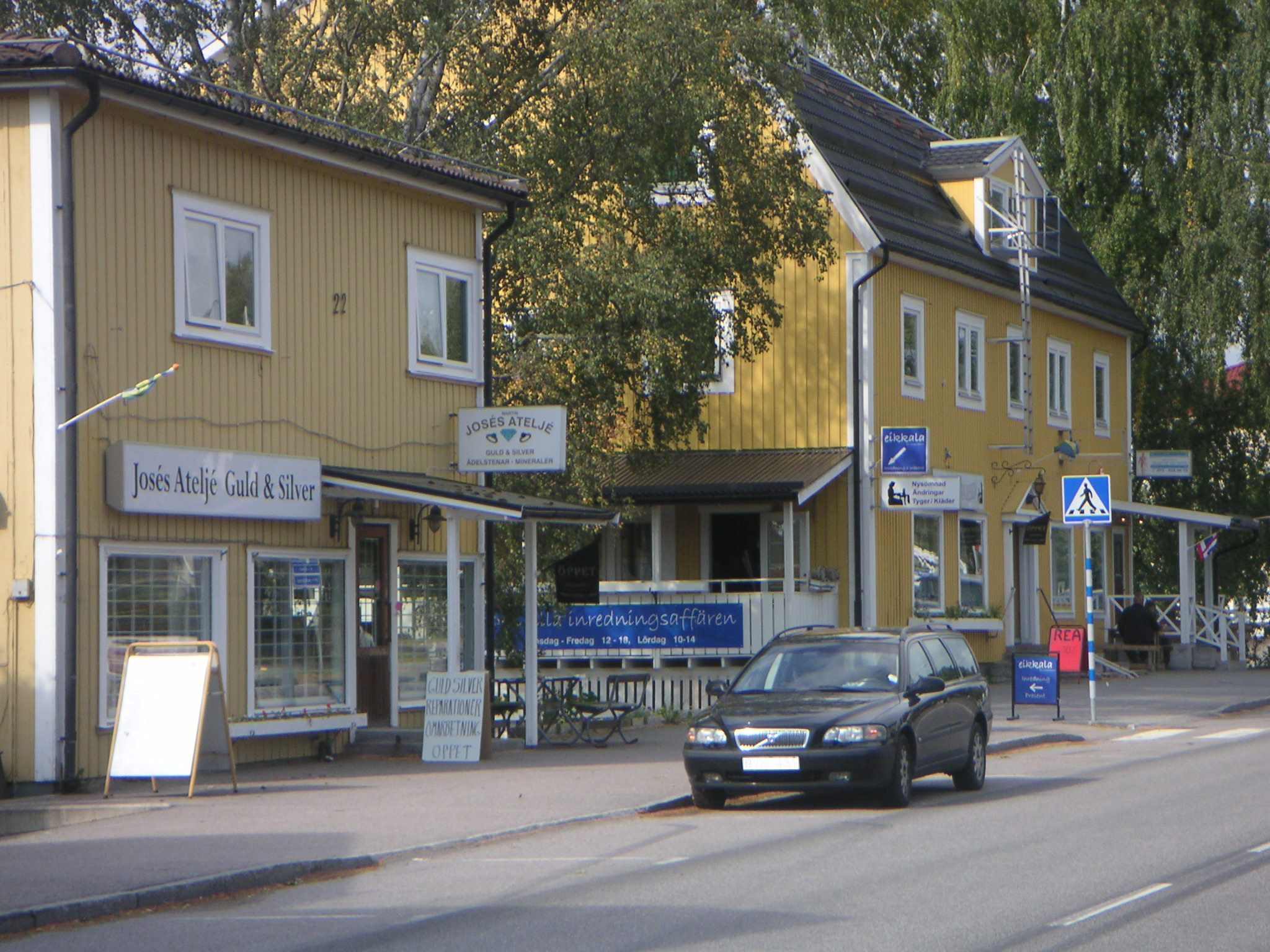
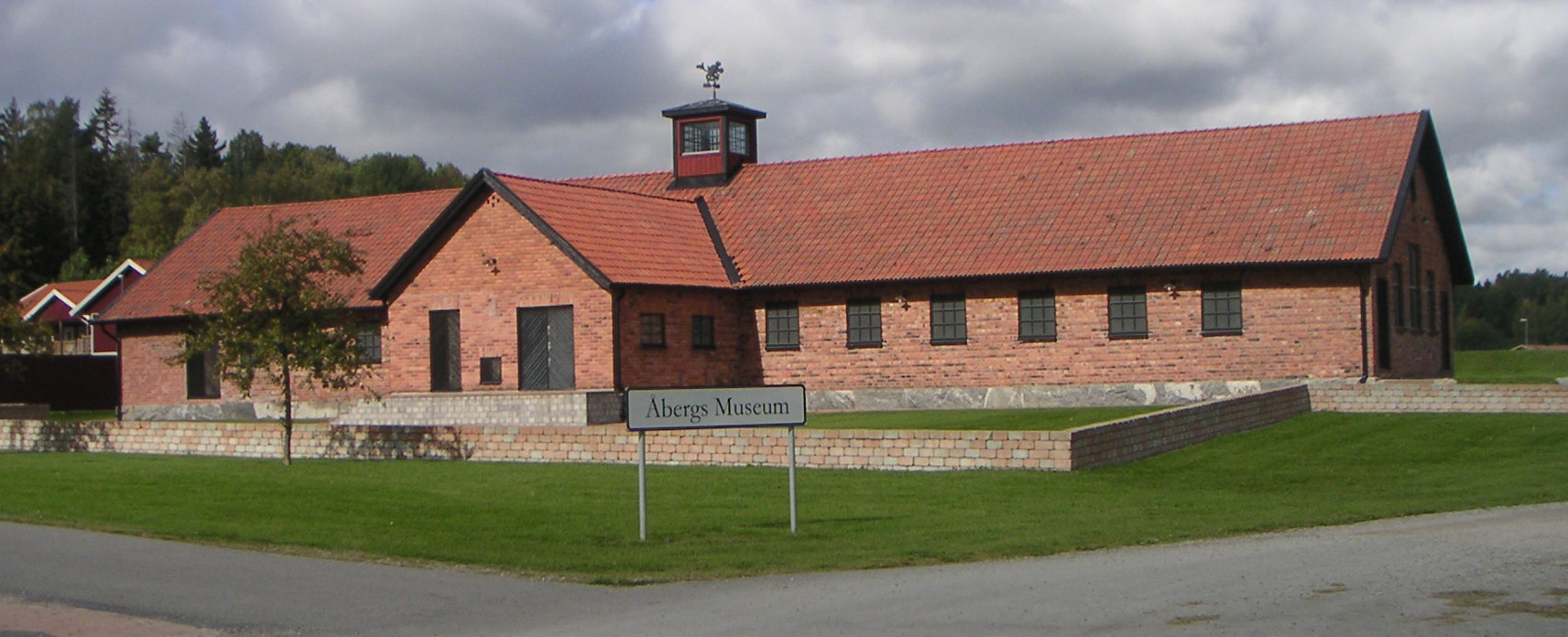
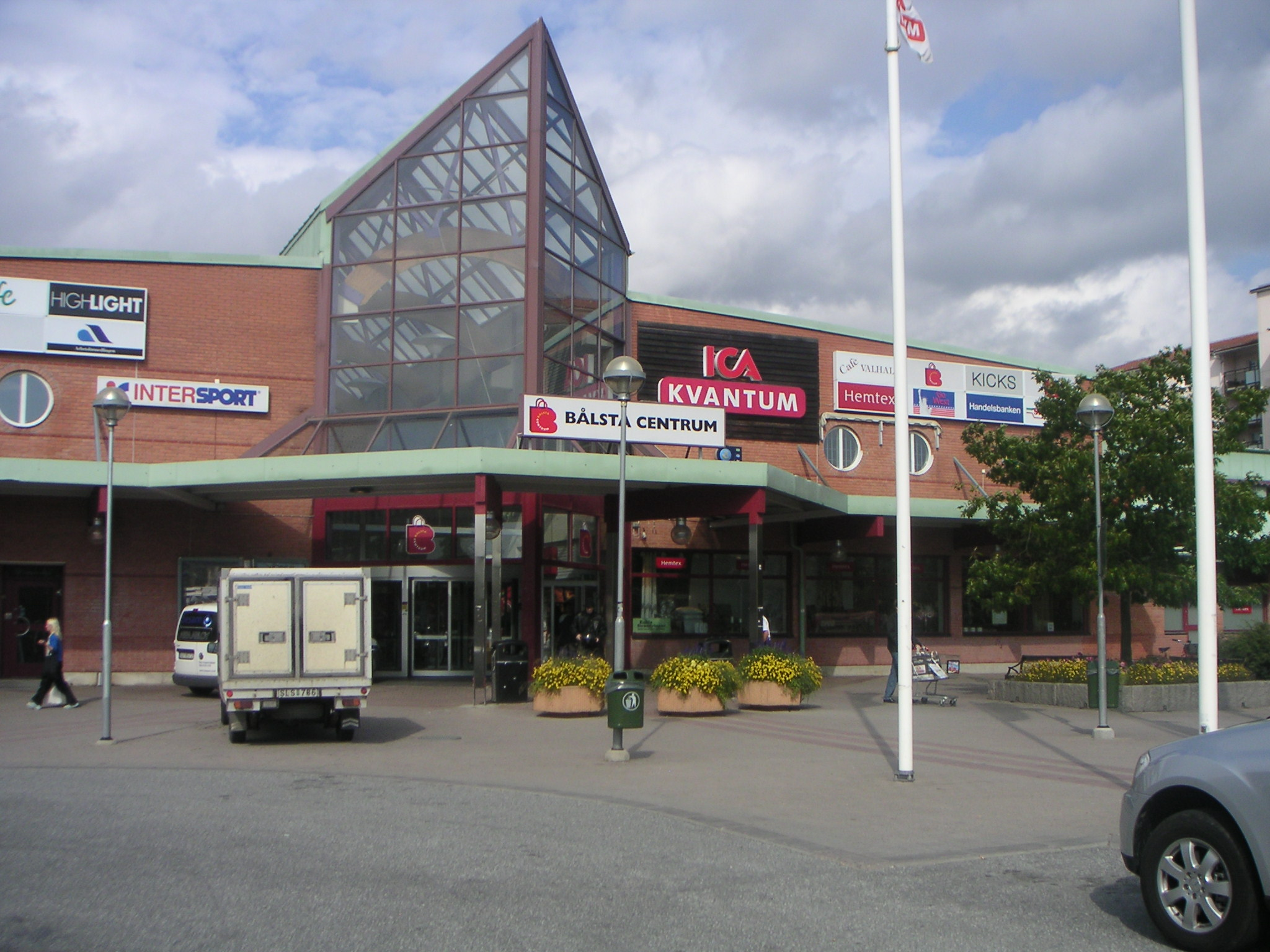
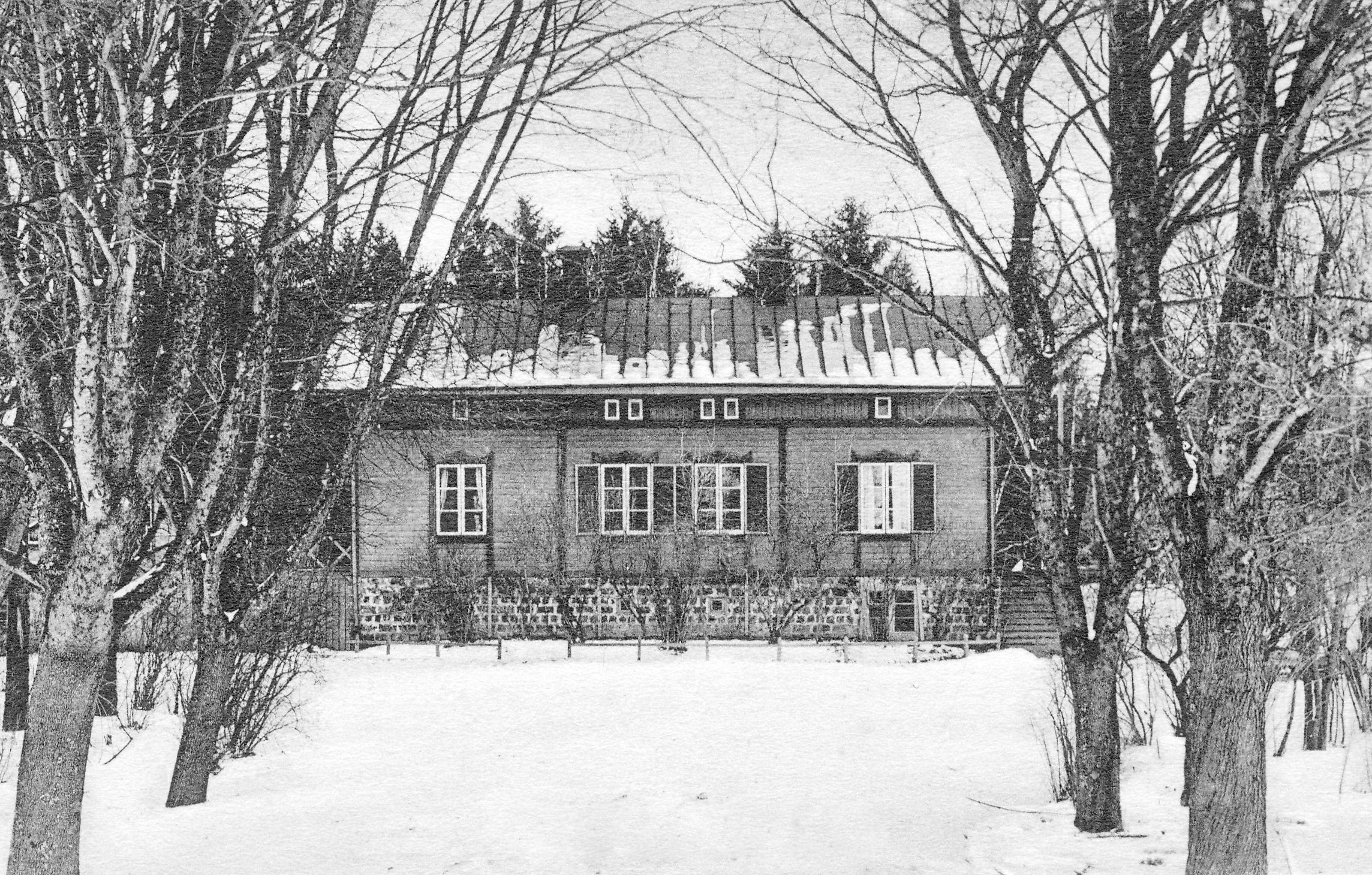